# 부시아현

부시아현

부시아현(Busia County)은 케냐를 구성하는 47개 현 가운데 하나로 현도는 부시아이며 면적은 1,628.4km2, 인구는 743,946명(2009년 기준)이다. 2013년에 실시된 행정 구역 개편에 따라 서부주에서 분리되어 신설되었다. 북쪽으로는 붕고마현, 동쪽으로는 카카메가현, 남쪽으로는 시아야현과 접하며 서쪽으로는 우간다와 국경을 접한다.

## 인구
| 연도    | 인구    | ±%     |
| ------- | ------- | ------ |
| 1979    | 297,841 | —      |
| 1989    | 401,658 | +34.9% |
| 1999    | 552,099 | +37.5% |
| 2009    | 743,946 | +34.7% |
| 2019    | 893,681 | +20.1% |
| source: |         |        |

## 같이 보기
- 빅토리아호